# Municipio de Home (Dakota del Sur)
El municipio de Home (en inglés: Home Township) es un municipio ubicado en el condado de Turner en el estado estadounidense de Dakota del Sur. En el año 2010 tenía una población de 323 habitantes y una densidad poblacional de 4,46 personas por km².

## Geografía
El municipio de Home se encuentra ubicado en las coordenadas 43°27′57″N 96°59′3″O / 43.46583, -96.98417. Según la Oficina del Censo de los Estados Unidos, el municipio tiene una superficie total de 72.48 km², de la cual 72,48 km² corresponden a tierra firme y (0 %) 0 km² es agua.

## Demografía
Según el censo de 2010, había 323 personas residiendo en el municipio de Home. La densidad de población era de 4,46 hab./km². De los 323 habitantes, el municipio de Home estaba compuesto por el 97,83 % blancos, el 0,31 % eran afroamericanos, el 0,31 % eran amerindios y el 1,55 % eran de una mezcla de razas. Del total de la población el 2,17 % eran hispanos o latinos de cualquier raza.